# Дванаестопалачно црево
Дванаестопалачно црево (лат. Duodenum) је цеваст орган дигестивног тракта који спаја пилорични део желуца са почетком јејуналног дела танког црева. Дуоденум је почетни, најкраћи и најшири део танког црева у коме се обавља највећи део хемијске дигестије унете хране. Латински назив duodenum потиче од duodenum digitorum (дванаест палаца) што одговара његовој дужини.

## Анатомија
Дуоденум има облик латиничног слова Ц, и анатомски је подељен на четири дела.
Први део, тзв. горњи део (лат. pars superior) се наставља на пилорични део желуца, релативно кратко се пружа латерално, супериорно и постериорно око 5 cm пре прављења оштре кривине инфериорно (горња флексура), где прелази у други, нисходни део дуоденума (лат. pars descendens). Нисходни део дуоденума се надаље пружа инфериорно до нивоа трећег лумбарног пршљена, када прави оштар заокрет медијално и прелази у доњи део дуоденума. У десцендентни део дуоденума се уливају егзокрини продукти јетре и панкреаса (у виду жучи и дигестивних ензима панкреса). Главни панкреасни канал (лат. ductus pancreaticus) се спаја са жучоводом (лат. ductus choledochus) градећи ампуларно проширење (лат. ampula hepatopancreatica) које се у дуоденум отвара преко папиле (лат. papilla duodeni major) која је снабдевена сопственим сфинктером који онемогућава излучивање дигестивних сокова ван периода варења. Осим овога, у дуоденум се отвара и помоћни панкреасни канал (лат. ductus pancreaticus accesorius).
Дуоденум се затим наставља у свој трећи део, тзв. доњи део (лат. pars inferior) који се трансверзално пружа улево, прелазећи у последњи, четврти део дуоденума, тзв. усходни део (лат. pars ascendens). Усходни део се пружа супериорно ка доњем делу панкреаса, где прави лучну кривину - дуоденојејуналну флексуру (лат. flexura duodenojejunalis) којом се улива у почетни део јејунума. Ова флексура је обавијена перитонеалним наборима снабдевеним мишићима.

## Хистологија
Хистолошки гледано, дуоденум дели све опште одлике са остатком дигестивних цеви. Туника мукоза има бројне ентероците, док се главна хистолошка разлика огледа у присуству Брунерових жлезди (лат. glandulae duodenales s. Brunerii) у туници субмукози. Брунерове жлезде су разгранате, коцкастог епитела, са изводним каналима у дну Либеркинових крипти. Секрет ових жлезда је базног карактера и има двојаку улогу: примарну, да неутралише киселост садржаја који доспева из желуца, и секундарну, да захваљујући присуству лизозима и имуноглобулина, учествује у одбрани дигестивног тракта од микроорганизама. Присуство секрета Брунерових жлезди је од виталног значаја, јер ензими панкреаса не могу да делују у киселој средини.